# ماگنوس پنجم نروژ
ماگنوس پنجم نروژ (انگلیسی: Magnus V of Norway؛ ۱۱۵۶ – 15 june ۱۱۸۴ (۲۷−۲۸ سال)) یک پادشاه نروژ اهل نروژ بود.